# زیردریایی کلاس-بی (ایالات متحده آمریکا)
زیردریایی کلاس-بی (ایالات متحده آمریکا) (به انگلیسی: United States B-class submarine) یک کلاس از زیردریایی است که طول آن ۸۲ فوت ۶ اینچ (۲۵٫۱۵ متر) می‌باشد.